# Pampow
Pampow település Németországban, Mecklenburg-Elő-Pomeránia tartományban. Lakosainak száma 3080 fő (2023. december 31.).

## Népesség
A település népességének változása:
| Lakosok száma | 3011 | 3041 | 3049 | 3069 | 3080 |
|               | 2017 | 2019 | 2021 | 2022 | 2023 |